# Dan Inosanto

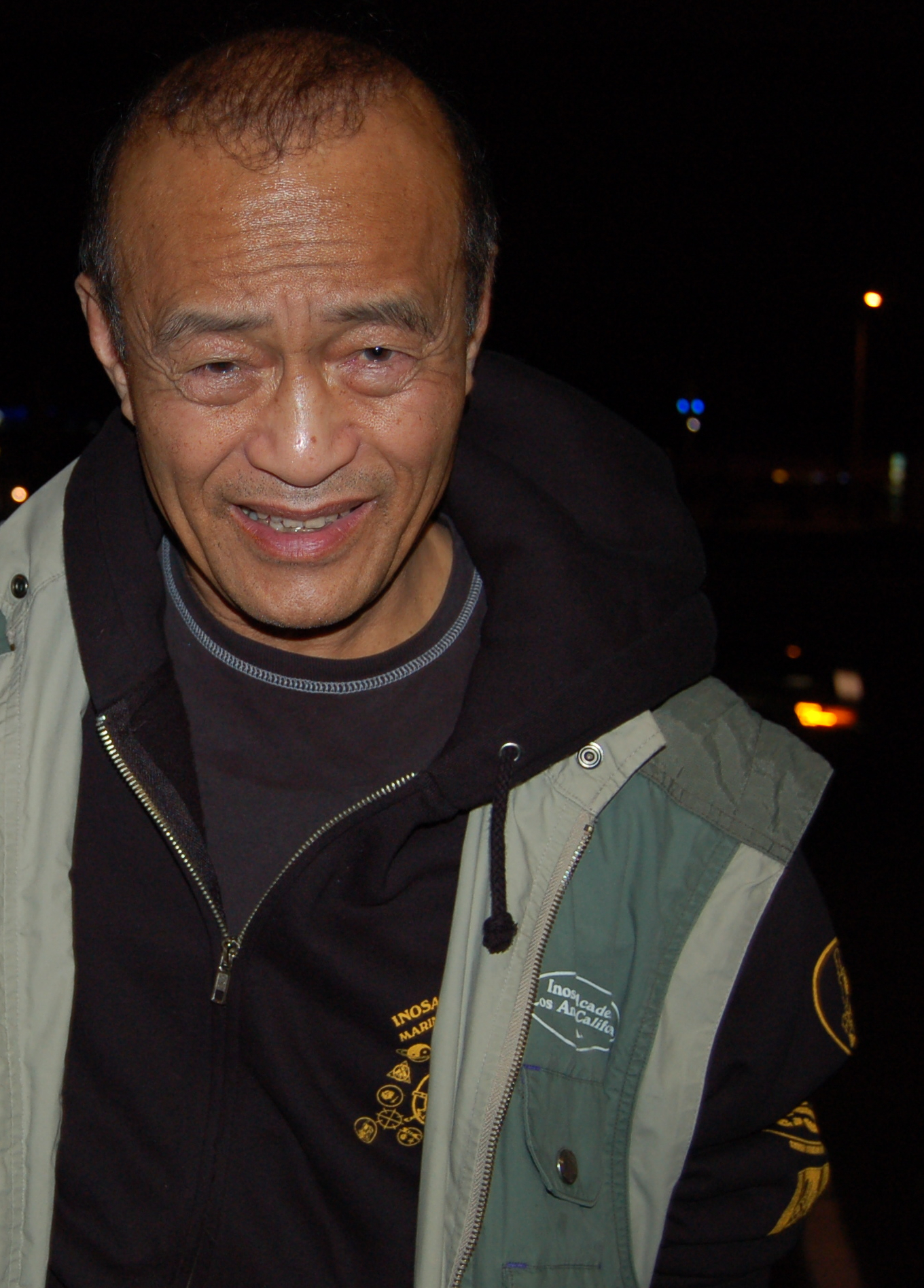
Dan Inosanto

Daniel Arca Inosanto (sinh ngày 24 tháng 7 năm 1936) là một võ sư người Philippines lai Mỹ (FMA), dạy võ ở California, được biết đến là đệ tử vào những năm cuối đời của Lý Tiểu Long và là tác giả của khái niệm Triệt quyền đạo. Ông đã nghiên cứu về võ thuật trong suốt trên 30 năm.

## Khởi nghiệp
Từ năm 10 tuổi, ông bắt đầu theo học võ. Trong mùa hè năm ấy ông học Okinawa Te và Jiu-Jitsu ở một địa phương từ quê nhà Stockton, California của ông.

## Trong phim ảnh
Trong bộ phim Huyền thoại Lý Tiểu Long (2008), Dan Inosanto do diễn viên Ning Li thủ vai.